# Communauté de communes Brioude Sud Auvergne
La communauté de communes Brioude Sud Auvergne est une communauté de communes française, située dans le département de la Haute-Loire et la région Auvergne-Rhône-Alpes.

## Historique
La communauté de communes du Brivadois est créée le 1er janvier 2000
Le schéma départemental de coopération intercommunale, approuvé le 4 mars 2016 par la commission départementale de coopération intercommunale de la Haute-Loire, prévoit la fusion de la communauté de communes du Brivadois avec la communauté de communes du Pays de Blesle, moins Chambezon, le 1er janvier 2017.
Le 1er janvier 2017, les communes de la communauté de communes du Pays de Blesle (sauf Chambezon) rejoignent la communauté de communes du Brivadois. À la suite de cette évolution, la structure prend le nom de « Communauté de communes Brioude Sud Auvergne ».
Le 1er janvier 2018, Agnat rejoint la communauté de communes en provenance de la communauté de communes Auzon Communauté ainsi que Frugières-le-Pin et Saint-Ilpize en provenance de la communauté de communes des Rives du Haut Allier.

## Territoire communautaire

### Composition
La communauté de communes est composée des 27 communes suivantes :

| Nom                      | Code Insee | Gentilé          | Superficie (km2) | Population (dernière pop. légale) | Densité (hab./km2) |
| ------------------------ | ---------- | ---------------- | ---------------- | --------------------------------- | ------------------ |
| Brioude (siège)          | 43040      | Brivadois        | 13,52            | 6 523 (2022)                      | 482                |
| Agnat                    | 43001      | Agnatois         | 19,65            | 171 (2022)                        | 8,7                |
| Autrac                   | 43014      | Autracois        | 8,46             | 51 (2022)                         | 6                  |
| Beaumont                 | 43022      |                  | 12,03            | 263 (2022)                        | 22                 |
| Blesle                   | 43033      | Bleslois         | 29,8             | 618 (2022)                        | 21                 |
| Bournoncle-Saint-Pierre  | 43038      | Bournonclois     | 16,16            | 1 051 (2022)                      | 65                 |
| Chaniat                  | 43055      |                  | 13,93            | 164 (2022)                        | 12                 |
| Cohade                   | 43074      | Cohadoux         | 9,99             | 868 (2022)                        | 87                 |
| Espalem                  | 43088      |                  | 14,62            | 326 (2022)                        | 22                 |
| Fontannes                | 43096      | Fontannois       | 9,77             | 878 (2022)                        | 90                 |
| Frugières-le-Pin         | 43100      |                  | 11,57            | 182 (2022)                        | 16                 |
| Grenier-Montgon          | 43103      |                  | 5,01             | 111 (2022)                        | 22                 |
| Javaugues                | 43105      | Javauguois       | 6,98             | 177 (2022)                        | 25                 |
| Lamothe                  | 43110      | Lamothois        | 12,24            | 828 (2022)                        | 68                 |
| Lavaudieu                | 43117      | Lavadéens        | 17,54            | 245 (2022)                        | 14                 |
| Léotoing                 | 43121      |                  | 19,56            | 214 (2022)                        | 11                 |
| Lorlanges                | 43123      | Lorlangeais      | 14,49            | 423 (2022)                        | 29                 |
| Lubilhac                 | 43125      | Lubilhacois      | 24,09            | 102 (2022)                        | 4,2                |
| Paulhac                  | 43147      | Paulhacois       | 8,4              | 607 (2022)                        | 72                 |
| Saint-Beauzire           | 43170      | Saint-Beauzirois | 23,46            | 453 (2022)                        | 19                 |
| Saint-Étienne-sur-Blesle | 43182      |                  | 17,65            | 54 (2022)                         | 3,1                |
| Saint-Géron              | 43191      |                  | 10,76            | 244 (2022)                        | 23                 |
| Saint-Ilpize             | 43195      | Saint-Ilpiziens  | 11,81            | 193 (2022)                        | 16                 |
| Saint-Just-près-Brioude  | 43206      |                  | 46,94            | 397 (2022)                        | 8,5                |
| Saint-Laurent-Chabreuges | 43207      |                  | 8,27             | 253 (2022)                        | 31                 |
| Torsiac                  | 43247      |                  | 9,06             | 65 (2022)                         | 7,2                |
| Vieille-Brioude          | 43262      | Brivadois        | 27,7             | 1 245 (2022)                      | 45                 |

### Démographie
| 1968   | 1975   | 1982   | 1990   | 1999   | 2010   | 2015   | 2021   |
| ------ | ------ | ------ | ------ | ------ | ------ | ------ | ------ |
| 15 614 | 15 838 | 15 933 | 16 110 | 15 886 | 16 708 | 16 923 | 16 678 |

## Administration

### Siège
Le siège de la communauté de communes est situé rue du 21 juin 1944 à Brioude.

### Les élus
Le conseil communautaire de la communauté de communes du Brivadois se compose de 48 membres, représentant chacune des communes membres et élus pour une durée de six ans.
Ils sont répartis comme suit :
| Nombre de conseillers | Communes                                                                              |
| --------------------- | ------------------------------------------------------------------------------------- |
| 15                    | Brioude                                                                               |
| 2                     | Blesle, Bournoncle-Saint-Pierre, Cohade, Fontannes, Lamothe, Paulhac, Vieille-Brioude |
| 1 (+1 suppléant)      | les 19 autres communes                                                                |

### Présidence
Le président de la communauté de communes est Jean-Luc Vachelard, maire de Brioude. Il est assisté de huit vice-présidents.
| No | Identité             | Élu(e) à :               | Chargé de :                                                         |
| -- | -------------------- | ------------------------ | ------------------------------------------------------------------- |
| 1  | Gaston Farget        | Saint-Laurent-Chabreuges | Finances                                                            |
| 2  | Brigitte Souchon     | Saint-Géron              | Attractivité touristique et petit patrimoine                        |
| 3  | Didier Soulier       | Lorlanges                | Jeunesse, culture et relations avec les associations partenaires    |
| 4  | Marie-Christine Égly | Bournoncle-Saint-Pierre  | Gestion des équipements sportifs communautaires                     |
| 5  | Roland Chareyron     | Vieille-Brioude          | Santé, enfance, service et missions d'intérêt général               |
| 6  | Pascal Gibelin       | Blesle                   | Aménagement de l'espace, du développement durable et de l'urbanisme |
| 7  | Franck Merle         | Brioude                  | Commerce et économie                                                |
| 8  | Laurent Philippon    | Paulhac                  | Travaux                                                             |

| Période                                  | Période      | Identité             | Étiquette | Qualité                        |
| ---------------------------------------- | ------------ | -------------------- | --------- | ------------------------------ |
| Les données manquantes sont à compléter. |              |                      |           |                                |
| ?                                        | juillet 2020 | Jean-Jacques Faucher | DVD       | Maire de Brioude (1995 → 2020) |
| juillet 2020                             | En cours     | Jean-Luc Vachelard   | DVD       | Maire de Brioude (2020 → )     |

### Compétences
Le groupement est compétent pour :
- le développement économique (compétence déléguée en partie au SYDEC Allier/Alagnon[N 1]) et touristique ;
- l'aménagement de l'espace communautaire (dont la création et la réalisation de zones d'aménagement concerté) ;
- la création et l'entretien de la voirie communautaire ;
- la réalisation d'une aire d'accueil des gens du voyage ;
- l'aménagement d'une fourrière animale intercommunale ;
- la protection et la mise en valeur de l'environnement ;
- le logement (dont les opérations programmées d'amélioration de l'habitat) ;
- la création et la requalification d'équipements sportifs d'intérêt communautaire.

### Régime fiscal et budget
Le régime fiscal de la communauté de communes est la fiscalité professionnelle unique (FPU).